# Kurechii
Kurechii est une société de développement de jeux vidéos sur téléphone portable basée en Malaisie, crée par Yiwei P'ng en 2010,.

## Jeux
- Reachin' Pichin' (2010)
- The King's League (2011)
- The King's League: Odyssey (2013)
- Chicky Duo (2014)
- Tiny Guardians (2015)
- The King's League: Emblems (2017)
- Postknight (2017)
- King's League II (2019)
- Postknight 2 (2021)